# Dammn Baby
Dammn Baby è un singolo della cantante statunitense Janet Jackson, pubblicato nel 2016 ed estratto dall'album Unbreakable.

## Tracce
- Download digitale

1. Dammn Baby - 3:17

## Video
Il videoclip della canzone è stato diretto da Dave Meyers.